# 西阿曼西縣
西阿曼西縣（英語：Amansie West District）為迦納阿散蒂大區轄下的一縣。其區域面積1,141平方公里，2021年人口109,416人。曼索恩寬塔（Manso Nkwanta）為該縣的首府。2018年3月15日，原縣南部區域分出新設南阿曼西縣，其餘區域仍然不變。

## 外部連結
- . Statoids.
- GhanaDistricts.com